# Lynn Leong
Lynn Leong, auch bekannt unter Leong Siu Lynn, (* 24. Januar 1981 in Terengganu) ist eine ehemalige malaysische Squashspielerin.

## Karriere
Leong spielte von 1996 bis 1999 auf der WSA World Tour. Ihre höchste Platzierung in der Weltrangliste erreichte sie mit Rang 42 im September 1997. Bereits kurz vor ihrem 15. Geburtstag gewann sie die Asienmeisterschaft mit einem Finalsieg über Misha Grewal. Zudem wurde sie 1995 und 1996 malaysische Landesmeisterin. 1998 trat sie für Malaysia bei den Commonwealth Games an. Im Einzel erreichte sie die zweite Runde, im Doppel mit Nicol David das Viertelfinale. Ein Jahr später standen sich Leong und David im Endspiel der Weltmeisterschaft der Juniorinnen gegenüber, welches David für sich entschied.
1999, im Alter von 18 Jahren, zog Leong in die Vereinigten Staaten und besuchte die St George’s School, eine High School in Middletown, Rhode Island. Im Anschluss studierte sie am Trinity College die Fächer studio arts und Fotografie, die sie 2005 mit dem Bachelor abschloss. Von 2001 bis 2005 war sie parallel für Trinity im College Squash aktiv. Nach dem Studium begann sie als Squashtrainerin zu arbeiten und nahm einen Trainerposten in Rye, New York, sowie anschließend in New Haven, Connecticut, an. Leong ist verheiratet und hat eine Tochter.

## Erfolge
- Asienmeisterin: 1996
- Malaysischer Meister: 1995, 1996